# Абдул Кохар Ибрагим
А. Кохар Ибрагим (индон.  Abdul Kohar Ibrahim ; 16 июня 1942, Джакарта, Японская оккупация Индонезии — 4 июня 2013, Брюссель, Бельгия) — индонезийский писатель и художник, член Общества народной культуры. Псевдонимы Д. Танаэра и Абэ.

## Краткая биография
Окончил Академию индонезийской литературы и языка им. Мультатули в Джакарте и Королевскую Академию изящных искусств в Брюсселе (1979). С 1959 года — член Общества народной культуры (Лекра), которое было под влиянием Коммунистической партией Индонезии. В 1965 г. отправился в Пекин в составе делегации индонезийских писателей для празднования 16-й годовщины со дня провозглашения КНР. В связи с антикоммунистическим переворотом в сентябре 1965 года в Индонезии не мог вернуться на родину из-за опасения репрессий. В Китае работал в редакции журнала «Китай в иллюстрациях» и Библиотеке иностранной литературы. В 1972 г. покинул Китай и жил в Бельгии.

## Творчество
Писал стихи и прозу. До 1965 произведения публиковались в газетах Bintang Timur (Звезда Востока), Bintang Minggu (Еженедельник Звезда), Harian Rakyat (Народная газета), Warta Bhakti (Новости), а также журналах Zaman Baru (Новый век) и Wanita (Женщина). Был редактором журнала Zaman Baru. Первая повесть «Освобождение» (индон. Pembebasan) печаталась с продолжением в газете Harian Bintang (Газета Звезда) в 1960-е годах.
Во время пребывания в Китае написал вторую повесть «Шум волн Северного берега моря» (Debur Ombak Pantai Utara). С 1972 г. после переезда в Бельгию активно занимался живописью, в основном абстрактного направления под псевдонимом Абэ (Серии картин «Джунгли в огне», «Симфония драконов», «Моё дерево — мои джунгли», «Читралока — поэтическое пространство» и др.. Был редактором эмигрантского журнала «Обновление и творчество» (индон. Pembaruan dan Kreasi, 1990—2000).

## Награды
- Приз «Золотое перо» (Галерея «Золотое перо», г. Гент, 1981).
- Серебряная медаль за европейские художественные заслуги (Коксейде, 1987).
- Серебряная медаль Международной академии современного искусства (1986).
- Золотая медаль (1987) и Платиновая медаль AIAC (Анен, 1988) Международной ассоциации современного искусства.

## Семья
- Супруга Lisya Anggraini

## Публикации
- Korban. Kumpulan cerpen. Amsterdam: Stichting Budaya, 1989
- Lekra Seni Politik PKI. Kumpulan Esai Bersama. Amsterdam: Stichting Budaya, Kreasi № 10,1992
- Puisi. Kumpulan Sajak Bersama. Amsterdam: Stichting Budaya, Kreasi № 11,1992
- Kritik dan Esai. Kumpulan Esai Bersama. Amsterdam: Stichting Budaya, Kreasi № 14,1993
- Kesempatan Yang Kesekian. Kumpulan Cerpen Bersama. Amsterdam: Stichting Budaya, Kreasi № 26,1996
- Yang Tertindas Yang Melawan Tirani I. Kumpulan Sajak Bersama. Amsterdam: Stichting Budaya, Kreasi № 28,1997
- Berkas-Berkas Sajak Bebas. Amsterdam: Stichting Budaya, Kreasi № 37,1998
- Yang Tertindas Yang Melawan Tirani II. Kumpulan Sajak Bersama. Amsterdam: Stichting Budaya, Kreasi № 39,1998
- Di Negeri Orang. Kumpulan Sajak Bersama. Jakarta: Yayasan Lontar; Amsterdam:YSBI, 2002
- Sekitar Tempuling Rida K. Liamsi. Buku Telaah Puisi. Pekanbaru: Yayasan Sagang, 2004.
- Identitas Budaya Kepri. Kumpulan Esai Bersama. Kepri: Dewan Kesenian Kepri, 2005.
- Antologi Puisi-Cerpen-Curhat-Esai Tragedi Kemanusiaan 1965—2005. Sastra Pembebasan, 2005.
- Kepri Pulau Cinta Kasih. Kumpulan Esai Bersama Lisya Anggraini. Batam, Kepri: Yayasan Titik Cahaya Elka, 2006 (второе издание 2017).
- Sityen Saint-Jean — Antara Hidup dan Mati. Novel. Batam, Kepri: Yayasan Titik Cahaya Elka, 2008.
- Sekitar Polemik Pramoedya-Lekra vs Manikebu. Batam, Kepri: Yayasan Titik Cahaya Elka, 2008.
- Untukmu Kekasihku Hanya Hatiku. Kumpulan Puisi. Batam, Kepri: Yayasan Titik Cahaya Elka, 2008.
- Intuisi Melati. Kumpulan Cerpen Bersama Lisya Anggraini. Batam, Kepri: Yayasan Titik Cahaya Elka, 2008.

## Участие в выставках
Галерея Хендрика де Браекелера (Антверпен, 1977); Галерея Рик Ваутерс (Брюссель, 1977); Галерея Ван де Вельде (Гент, 1979); Искусство в Европе (Брюссель, 1979); Галерея APAC (Schaerbeek, Брюссель, 1980); Европейские художественные достоинства (Коксейде, 1980, 1987, 1990); Galerie Escalier (Брюссель, 1980); Спектраль (Гент, 1981); Галерея Gouden Pluim (Гент, 1982); Galerie Erasme (Anderlecht, 1983, 1990); Galerie Schadow (Целле, Западная Германия, 1986); Europa Bank (Гент, 1987, 1988, 1990); 50 художников из Бельгии (Брюссель, 1986); A.I.A.C. (Enghien, 1987); Spectraal (Nieuwpoort, 1988); Galerie Het Eeuwige Leven (Антверпен, 1993); Из Креекелаара (Шкербик, 1997);. Маршрут Atists (Муниципалитет Schaerbeek, 1998); Модус Вивенди (Oude Kerk, Vichte, 2003); Galeri Novotel (Батам, Кепри, 2004); Музей Хаджи Видаята (Магеланг, Индонезия, 2004); Galeri Novotel (Батам, Кепри, 2006); Hotel Communal of Schaerbeek (Брюссель 2007); Галерея Guilliaum & Caroline (Брюссель 2008).